# Liste von Persönlichkeiten der Stadt Baltimore
Die Liste von Persönlichkeiten der Stadt Baltimore enthält Personen, die in Baltimore im US-Bundesstaat Maryland geboren wurden, sowie solche, die in Baltimore ihren Wirkungskreis hatten, ohne hier geboren zu sein. Beide Abschnitte sind jeweils chronologisch nach dem Geburtsjahr sortiert. Die Liste erhebt keinen Anspruch auf Vollständigkeit.

## In Baltimore geborene Persönlichkeiten

### 18. Jahrhundert
- Elizabeth Patterson (1785–1879), Ehefrau von Jérôme Bonaparte
- John P. Kennedy (1795–1870), Politiker und Schriftsteller
- Franklin Buchanan (1800–1874), Offizier und Admiral
- David Stewart (1800–1858), Politiker

### 19. Jahrhundert

#### 1801 bis 1850
- David T. Disney (1803–1857), Politiker
- Mary Jane Simes (1807–1872), Malerin
- Neilson Poe (1809–1884), Jurist, Journalist, Unternehmer und Verwandter von Edgar Allan Poe
- Richard Vincent Whelan (1809–1874), Bischof von Wheeling
- Anthony Kennedy (1810–1892), Politiker
- Alfred Jacob Miller (1810–1874), Künstler
- William Kimmel (1812–1886), Politiker
- William H. French (1815–1881), Berufsoffizier der United States Army und General
- William Vandever (1817–1893), Politiker
- James Monroe Deems (1818–1901), Komponist und Brigadier-General
- William Pinkney Whyte (1824–1908), Politiker
- Richard Caton Woodville (1825–1855/56), Maler
- Thomas Beall Davis (1828–1911), Politiker
- George Hume Steuart (1828–1903), General
- John Donnell Smith (1829–1928), Pflanzensammler und Botaniker
- Jérôme Napoléon Bonaparte-Patterson II. (1830–1893), Enkel von Jérôme Bonaparte
- John Lee Carroll (1830–1911), Politiker
- James Gibbons (1834–1921), Erzbischof von Baltimore
- Philip Reese Uhler (1835–1913), Bibliothekar und Entomologe
- Alfred Marshall Mayer (1836–1897), Physiker
- William Hickley Gross (1837–1898), Erzbischof von Oregon City
- Henry Smith (1838–1916), Politiker
- James Ryder Randall (1839–1908), Journalist und Dichter
- Michael O’Laughlen (1840–1867), konföderierter Soldat
- Kate Josephine Bateman (1842–1917), Schauspielerin
- Martin Emerich (1846–1922), Politiker
- Owen Patrick Bernard Corrigan (1849–1929), Weihbischof in Baltimore
- Hermann Oelrichs (1850–1906), Bankier, Multimillionär und Mitbesitzer der Norddeutschen Lloyd Reederei

#### 1851 bis 1900
- Charles Joseph Bonaparte (1851–1921), Politiker, Enkel von Jérôme Bonaparte
- Louis Bamberger (1855–1944), Kaufhausgründer und Philanthrop
- Martha Carey Thomas (1857–1935), Pädagogin, Suffragistin und Linguistin; zweite Präsidentin des Bryn Mawr College
- Joseph Paxson Iddings (1857–1920), Geologe
- Bernard Sachs (1858–1944), Neurologe, Tay-Sachs-Syndrom
- Mary Mackall Gwinn (1860–1940), Literaturwissenschaftlerin und Hochschullehrerin
- John Kolb (1860–1943), Schauspieler
- Henrietta Szold (1860–1945), Aktivistin
- John Carter Rose (1861–1927), Bundesrichter
- Charles Kephart Swartz (1861–1949), Paläontologe, Geologe und Mineraloge
- George Veditz (1861–1937), Präsident der National Association of the Deaf
- Robert Alexander (1863–1941), Rechtsanwalt und Offizier
- William Thomas Russell (1863–1927), Bischof von Charleston
- John Whitridge Williams (1866–1931), Gynäkologe und Geburtshelfer
- Esther Hasson (1867–1942), Superintendent
- Albert Bernhardt Faust (1870–1951), Germanist
- James Young (1872–1948), Regisseur
- Joe Gans (1874–1910), Boxer
- Lucile Carter (1875–1934), Überlebende des Untergangs der RMS Titanic
- William A. Nitze (1876–1957), Romanist und Philologe
- Amy Hewes (1877–1970), Soziologin und Ökonomin
- John Michael McNamara (1878–1960), römisch-katholischer Geistlicher, Weihbischof in Washington
- Upton Sinclair (1878–1968), sozialkritischer Schriftsteller
- Francis Peyton Rous (1879–1970), Pathologe und Nobelpreisträger
- Henry L. Mencken (1880–1956), Schriftsteller und Journalist, Literaturkritiker, Kolumnist und Satiriker
- Harry Benjamin Wolf (1880–1944), Politiker
- Peter Leo Ireton (1882–1958), Bischof von Richmond
- Francis X. Bushman (1883–1966), Filmschauspieler
- Joseph Crehan (1883–1966), Schauspieler
- Alonzo G. Decker (1884–1956), Unternehmer, Erfinder und Theosoph
- Eli Stanley Jones (1884–1973), evangelisch-methodistischer Theologe, Missionar in Indien, Redner, Buchautor und Berater
- Bessie Irving Miller (1884–1931), Mathematikerin und Hochschullehrerin
- Dudley Joy Morton (1884–1960), Mediziner
- Edmund C. Lynch (1885–1938), Finanzdienstleistungsunternehmer
- Mabel Garrison (1886–1963), Sängerin
- Raymond A. Spruance (1886–1969), Admiral der US Navy
- Sylvia Beach (1887–1962), Buchhändlerin und Verlegerin
- Eubie Blake (1887–1983), Jazz-Pianist und -Komponist
- Flora Dobler Sutton (1890–1976), Mathematikerin mit dem Schwerpunkt Statistik.
- Philip Perlman (1890–1960), Politiker
- Miriam Cooper (1891–1976), Schauspielerin
- Mike C. Levee (1891–1972), Filmproduzent
- Minna Gombell (1892–1973), Schauspielerin
- Charley Chase (1893–1940), Filmschauspieler und Regisseur
- Karel Lotsy (1893–1959), niederländischer Fußball- und Sportfunktionär
- Anna Mullikin (1893–1975), US-amerikanische Mathematikerin; bekannt durch das Janiszewski-Mullikin-Theorem
- E. Franklin Frazier (1894–1962), Soziologe
- Simon Sobeloff (1894–1973), Jurist, Richter und United States Solicitor General
- Lawson Wilkins (1894–1963), Endokrinologe
- Henry Nicholas Gunther (1895–1918), der letzte Gefallene des Ersten Weltkrieges
- Louis Harant (1895–1986), Sportschütze
- Anna G. Krause (1895–1968), Romanistin und Hispanistin, Hochschullehrerin
- Babe Ruth (1895–1948), Baseballspieler
- Sarah T. Hughes (1896–1985), Juristin und Politikerin
- Herbert O’Conor (1896–1960), Politiker
- Henry Segrave (1896–1930), britischer Renn- und Rekordfahrer
- John Marshall Butler (1897–1978), Politiker
- John Ries Bartels (1897–1997), Bundesrichter
- John Joyce Russell (1897–1993), Bischof von Richmond
- David K. E. Bruce (1898–1977), Jurist und US-Botschafter in Deutschland, Großbritannien, China und der NATO
- Marguerite Lehr (1898–1987), Mathematikerin und Hochschullehrerin
- Lawrence Shehan (1898–1984), Erzbischof von Baltimore
- Sherman Clark (1899–1980), Rudersportler
- Frank McDonald (1899–1980), Film- und Fernsehregisseur, Schauspieler und Kameramann
- John Ambrose Meyer (1899–1969), Politiker
- Dorothy Swaine Thomas (1899–1977), Soziologin und Ökonomin
- Henri Châtin Hofmann (1900–1961), Tänzer
- Leo McConville (1900–1968), Jazztrompeter
- Theodore McKeldin (1900–1974), Politiker
- Elmer Snowden (1900–1973), Banjospieler, Bandleader und Musikunternehmer

### 20. Jahrhundert

#### 1901 bis 1910
- Mildred Dunnock (1901–1991), Film- und Theaterschauspielerin
- Paul Ford (1901–1976), Schauspieler
- Michael William Hyle (1901–1967), Bischof von Wilmington
- Ruth Krauss (1901–1993), Kinderbuchautorin
- Robert Gerhardt (1903–1989), Ruderer
- Anna Johnson Julian (1903–1994), Soziologin, Hochschullehrerin und Bürgerrechtlerin
- Robert Mills Delaney (1903–1956), Komponist und Musikpädagoge
- Gordon Beecher (1904–1973), Komponist und Vizeadmiral
- Blanche Calloway (1904–1978), Jazzsängerin, Bandleaderin und Komponistin
- Alger Hiss (1904–1996), Rechtsanwalt und US-Regierungsbeamter
- Robert Edward Gross (1905–1988), Mediziner und Chirurg
- Mildred Natwick (1905–1994), Schauspielerin
- James A. Porter (1905–1970), Maler, Kunsthistoriker und Hochschullehrer
- Helen Dodson Prince (1905–2002), Astronomin und Hochschullehrerin
- Harry P. Storke (1905–1985), Generalleutnant der United States Army
- Chick Webb (1905–1939), Schlagzeuger
- Pete Brown (1906–1963), Saxophonist
- Jesse Cryor (1906–2006), Blues- und Jazzsänger und Songwriter
- Virginia Hall (1906–1982), Geheimagentin im Zweiten Weltkrieg
- Wallace Jones (1906–1983), Jazztrompeter
- John K. Waters (1906–1989), General
- Earl Snakehips Tucker (1906–1937), Tänzer und Entertainer
- Alexander Brown Griswold (1907–1991), Historiker
- Richard T. Sollenberger (1907–1975), Professor für Psychologie und Pädagogik
- Jerome Thoms (1907–1977), Filmeditor
- Joe Turner (1907–1990), Jazz-Pianist und Sänger
- John Bright (1908–1989), Drehbuchautor
- Christian Roy Kaldager (1908–2005), norwegischer Generalmajor der Luftwaffe
- Thurgood Marshall (1908–1993), Richter
- Clarence Brereton (1909–1953), Jazzmusiker
- Michael Gordon (1909–1993), Regisseur und Schauspieler bei Film und Theater
- Gordon Gray (1909–1982), Amtsträger in der Regierung der Vereinigten Staaten
- Clyde Hart (1910–1945), Jazz-Pianist
- Jerome Darr (1910–1986), Gitarrist
- James Dudley (1910–2004), Wrestling-Manager
- Johnny Eck (1910/11–1991), Schauspieler, Künstler, Zauberer und Musiker
- Robert Pirosh (1910–1989), Filmregisseur und Drehbuchautor
- Vernon Reese (1910–1995), Fußballspieler und -funktionär

#### 1911 bis 1920
- Mark Fax (1911–1974), Komponist und Musikpädagoge
- Thomas Austin Murphy (1911–1991), Weihbischof in Baltimore
- Anne Brown (1912–2009), Sopranistin
- Norman Hackerman (1912–2007), Chemiker und Materialforscher
- Harry F. Klinefelter (1912–1990), Endokrinologe
- Morris Louis (1912–1962), Maler
- Bernardo José Nolker (1912–2000), katholischer Ordensgeistlicher, Bischof von Paranaguá in Brasilien
- Frank Westheimer (1912–2007), Chemiker und Biochemiker
- Edward John Herrmann (1913–1999), römisch-katholischer Geistlicher, Bischof von Columbus
- Thomas Joseph Mardaga (1913–1984), Bischof von Wilmington
- Karl Shapiro (1913–2000), Dichter
- Larry Adler (1914–2001), Mundharmonikaspieler und Autor
- Milbourne Christopher (1914–1984), Zauberkünstler
- John Latouche (1914–1956), Librettist und Schriftsteller
- Dorothea Orem (1914–2007), Krankenschwester, Pflegetheoretikerin und Unternehmerin
- Abraham Sachs (1914–1983), Mathematikhistoriker und Assyriologe
- Thomas H. Kerr (1915–1988), Komponist und Musikpädagoge
- Alan Shulman (1915–2002), Komponist und Cellist
- Don Ewell (1916–1983), Stride Pianist und Bandleader
- Margaret Hayes (1916–1977), US-amerikanische Schauspielerin
- Findley Burns Jr. (1917–2003), Diplomat
- Ansley Coale (1917–2002), Demograph
- Hans Conried (1917–1982), Synchronsprecher sowie Film-, Fernseh- und Bühnenschauspieler
- Margie Gibson (1917–nach 1942), Arrangeurin und Songwriterin
- Millard Kaufman (1917–2009), Drehbuchautor
- Walter Lord (1917–2002), Sachbuchautor
- Edward L. Rowny (1917–2017), Offizier
- Jerry Adler (1918–2010), Mundharmonikavirtuose
- Spiro Agnew (1918–1996), Politiker und 39. Vizepräsident der Vereinigten Staaten von Amerika
- Melvin Seeman (1918–2020), Sozialpsychologe und Hochschullehrer
- William L. Snyder (1918–1998), Filmproduzent
- Martha Goldstein, geborene Svendsen (1919–2014), Cembalistin und Pianistin
- Robert E. Hecht (1919–2012), Kunsthändler
- Bea Booze (1920–1975), R&B- und Jazzsängerin und -gitarristin
- Marvin Mandel (1920–2015), Politiker

#### 1921 bis 1930
- Judy Agnew (1921–2012), Witwe Spiro Agnews
- William Donald Schaefer (1921–2011), Politiker
- John Rawls (1921–2002), Philosoph
- Anne Truitt (1921–2004), Bildhauerin des Minimalismus
- Louis Witten (* 1921), theoretischer Physiker
- Rose Lee Maphis (1922–2021), Country-Musikerin
- Don Abney (1923–2000), Jazz-Pianist
- Ellis Larkins (1923–2002), Jazz-Pianist
- Robert Resnick (1923–2014), Physiker
- Dick Katz (1924–2009), Jazz-Pianist, Komponist, Publizist, Produzent und Arrangeur
- J. William Middendorf (* 1924), Politiker
- Leon Uris (1924–2003), Schriftsteller
- Joseph D. Lichtenberg (1925–2021), Psychiater, Psychoanalytiker und Selbstpsychologe
- Edward F. Moore (1925–2003), Mitbegründer der Automatentheorie und Erfinder des Moore-Automaten
- Martin Rodbell (1925–1998), Biochemiker
- Donald Symington (1925–2013), Schauspieler
- Stanley Weiner (1925–1991), Komponist und Violinist
- Hubert M. Blalock (1926–1991), Soziologe
- Mona Freeman (1926–2014), Schauspielerin
- Bruce Jennings (1926–1997), Autorennfahrer
- Frank O’Hara (1926–1966), Dichter
- Edmund Gettier (1927–2021), Philosoph und Professor
- James Lauf (* 1927), Radrennfahrer
- Betty Leslie-Melville (1927–2005), Tierschutzaktivistin
- Hank Levy (1927–2001), Komponist und Baritonsaxophonist
- Tom McIntosh (1927–2017), Jazz-Posaunist, Komponist und Arrangeur des Hardbop
- Gordon Carroll (1928–2005), Filmproduzent
- William Clifford Newman (1928–2017), römisch-katholischer Geistlicher, Weihbischof in Baltimore
- Eberhard Henry Uhlenhuth (1928–2016), Psychiater
- Frank Minion (* 1929), Jazzsänger
- Adrienne Rich (1929–2012), Feministin, Dichterin, Dozentin und Autorin
- Yusuf Salim (1929–2008), Jazzpianist und -komponist
- John Astin (* 1930), Schauspieler und Regisseur
- Gloria Ford Gilmer (1928–2021), Mathematikerin und Hochschullehrerin

#### 1931 bis 1940
- Nedda Casei (1932–2020), Mezzosopranistin
- Ethel Ennis (1932–2019), Jazzsängerin
- Beverly Byron (1932–2025), Politikerin
- Solomon W. Golomb (1932–2016), Mathematiker und Ingenieur
- James Francis Stafford (* 1932), Erzbischof und emeritierter Kurienkardinal
- George Coyne (1933–2020), Jesuit und Astronom
- Erik Darling (1933–2008), Folksänger, -gitarrist und Banjospieler
- Jerry Leiber (1933–2011), Musikproduzent und Songwriter
- Morton Mower (1933–2022), Mediziner
- Marc Olden (1933–2003), Thrillerautor
- Arthur Waskow (* 1933), Autor, Friedensaktivist und Rabbiner
- Sallie Blair (1934–1992), Sängerin
- Anita Huffington (1934–2025), Bildhauerin
- Al Kaline (1934–2020), Baseballspieler
- Allan Burns (1935–2021), Drehbuchautor und Fernsehproduzent
- Terry Johnson (* 1935), Rhythm-and-Blues-Sänger
- Nicholas Pryor (1935–2024), Schauspieler
- Amos Badertscher (1936–2023), Fotograf
- Anita Gillette (* 1936), Schauspielerin
- Walon Green (* 1936), Film- und Fernsehproduzent, Drehbuchautor sowie Regisseur
- Barbara Mikulski (* 1936), Politikerin
- John Corcoran (1937–2021), Logiker und Philosoph
- Gordon R. England (* 1937), Geschäftsmann, Politiker und stellv. Verteidigungsminister der USA
- Philip Glass (* 1937), Musiker und Komponist
- Henry G. Chiles junior (* 1938), Admiral der United States Navy
- William Barry Wood (1938–2024), Molekular- und Entwicklungsbiologe
- Albert Dailey (1939–1984), Jazzpianist und Komponist
- James Hartle (1939–2023), theoretischer Physiker
- Charles Jencks (1939–2019), Architekt und Architekturtheoretiker
- William Levy (1939–2019), Schriftsteller, Herausgeber und Radiomoderator
- Gary Bartz (* 1940), Jazzmusiker und Komponist
- Janet Lawson (1940–2021), Jazzsängerin
- Jay Leonhart (* 1940), Bassist, Sänger und Songwriter
- Nancy Pelosi (* 1940), Politikerin
- Frank Zappa (1940–1993), Komponist und Musiker

#### 1941 bis 1950
- Cass Elliot (1941–1974), Sängerin
- Clifford Flanigan (1941–1993), Theaterwissenschaftler, Mediävist und Universitätsprofessor
- Barry Levinson (* 1942), Filmregisseur
- Bob Lind (* 1942), Sänger
- Tom Peters (* 1942), Unternehmensberater
- Peter Trooboff (* 1942), Jurist
- Lawrence Blum (* 1943), Philosoph
- Ben Cardin (* 1943), Politiker
- Martha Cooper (* 1943), Fotojournalistin
- Kurt W. Fischer (1943–2020), Entwicklungstheoretiker
- Nicholas Katz (* 1943), Mathematiker
- Jack L. Chalker (1944–2005), Science-Fiction-Autor
- Monty Hoyt (1944–1997), Eiskunstläufer
- David Lochary (1944–1977), Schauspieler
- Ric Ocasek (1944–2019), Musiker
- Betty Dorsey (1945–2020), Pop- und Jazzsängerin
- Arthur L. Jones (1945–2006), stellvertretender Pressesekretär im Weißen Haus
- Michael Tucker (* 1945), Schauspieler
- Bruce McAllister (* 1946), Science-Fiction- und Fantasy-Autor
- H. Steven Blum (* 1946), Generalleutnant der United States Army
- Edward P. Burns (* 1946), Autor, Drehbuchautor und Filmproduzent
- Thomas F. Monteleone (* 1946), Science-Fiction- und Horror-Autor
- John Waters (* 1946), Filmregisseur
- Tom Clancy (1947–2013), Schriftsteller
- Tamara Dobson (1947–2006), Schauspielerin und Fotomodell
- Nancy Fraser (* 1947), Politikwissenschaftlerin
- Calvin Hill (* 1947), American-Football-Spieler
- Michael Keyser (* 1947), Autorennfahrer, Journalist und Fotograf
- Ernie Lively (1947–2021), Schauspieler
- James Morris (* 1947), Sänger (Bassbariton)
- Jameson Parker (* 1947), Seriendarsteller
- Robert Parker (* 1947), Weinkritiker und -autor
- Jonathan Sachs (* 1947), Programmierer
- Dwight Schultz (* 1947), Schauspieler
- John R. Bolton (* 1948), Politiker und Diplomat
- John Hall (* 1948), Musiker und Politiker
- Gina Kolata (* 1948), Wissenschaftsjournalistin
- Susan Meiselas (* 1948), Fotografin
- Elliott Sober (* 1948), Philosoph
- Tim Suhrstedt (* 1948), Kameramann
- Chester Thompson (* 1948), Schlagzeuger
- Joan D. Vinge (* 1948), Science-Fiction-Autorin
- Jessica Williams (1948–2022), Pianistin und Komponistin
- Bernie Wrightson (1948–2017), Comiczeichner
- Jimmy Young (1948–2005), Boxer
- John Aler (1949–2022), Opernsänger (Tenor)
- Beverly Burns (* 1949), Pilotin
- Steven Cole (* 1949), Opernsänger
- Joni Eareckson Tada (* 1949), Autorin und Künstlerin
- Alan Gross (* 1949), IT-Spezialist und Entwicklungshelfer, in Kuba wegen Staatsgefährdung verurteilt
- Eugénie Kuffler (* 1949), Komponistin, Flötistin und Tänzerin
- Mike McQuay (1949–1995), Science-Fiction-Autor
- John Rothman (* 1949), Schauspieler und Autor
- Christopher Rouse (1949–2019), Komponist
- David Rubenstein (* 1949), Investor, Rechtsanwalt und Philanthrop
- Wendy Sherman (* 1949), Diplomatin; von 2021 bis 2023 Vizeaußenministerin der Vereinigten Staaten
- Harold Ivory Williams (1949–2010), Gospel-, R&B- und Fusion-Musiker
- Howard Ashman (1950–1991), Schauspielautor und Film- und Musicalmusiktexter und -produzent
- Gil Goldstein (* 1950), Jazz- und Fusion-Akkordeonspieler, Keyboarder und Pianist
- Steve Miller (1950–2024), Science-Fiction-Autor
- Dan Patrick (* 1950), Politiker
- Howard E. Rollins junior (1950–1996), Film- und Theaterschauspieler

#### 1951 bis 1960
- John Ellinger (* 1951), Fußballspieler und -trainer
- Bruce Beehler (* 1951), Ornithologe, Ökologe und Naturschützer
- Elijah Cummings (1951–2019), Politiker der Demokratischen Partei
- Charles S. Dutton (* 1951), Schauspieler
- Bill Frisell (* 1951), Gitarrist
- Marsha Ivins (* 1951), Astronautin
- Tim Wells (* 1951), Jazzmusiker
- Edward Witten (* 1951), Mathematiker und Physiker
- Brian Gottfried (* 1952), Tennisspieler
- David Hasselhoff (* 1952), Schauspieler und Sänger
- James Kelsey (1952–2007), Bischof
- Douglas Purviance (* 1952), Jazzmusiker
- Bess Armstrong (* 1953), Schauspielerin
- Elizabeth Meyer (* 1953), Seglerin und Geschäftsfrau
- Dwight Qawi (1953–2025), Boxer
- Myron Romanul (* 1954), Pianist und Dirigent
- Debbie Jacobs (* 1955), Disco-Sängerin
- Thomas David Jones (* 1955), Astronaut
- Jonathan Meath (* 1955), Komiker und Schauspieler
- Amy Sue Rosen (1955–2003), Tänzerin und Choreographin
- Laura Amy Schlitz (* 1955), Schriftstellerin
- Bob McChesney (* 1956), Jazz- und Studiomusiker
- W. Daniel Hillis (* 1956), Computeringenieur und Erfinder
- Mark Rolston (* 1956), Film- und Theaterschauspieler
- Leah Ayres (* 1957), Schauspielerin
- Tony Bunn (* 1957), Musiker und Informatiker
- Gary Gensler (* 1957), Politiker
- Michael William Fisher (* 1958), katholischer Geistlicher, Bischof von Buffalo
- Kevin Kilner (* 1958), Politiker
- Laura Miller (* 1958), Politikerin
- Mitchell Thomas Rozanski (* 1958), römisch-katholischer Geistlicher, Erzbischof von Saint Louis
- Wendy Weinberg (* 1958), Schwimmerin
- Grant Aleksander (* 1959), Schauspieler
- Ira Glass (* 1959), Produzent und Hörfunkmoderator
- Robert F. Chew (1960–2013), Schauspieler
- Randy Pausch (1960–2008), Professor für Informatik
- Byron Pitts (* 1960), TV-Moderator

#### 1961 bis 1970
- Gregg Karukas (* 1961), Keyboarder und Komponist
- Karin Konoval (* 1961), Schauspielerin
- Michael Martin (* 1961), römisch-katholischer Bischof von Charlotte
- John Murphy (1961–2022), Jazzmusiker und Musikethnologe
- Gary Thomas (* 1961), Jazzmusiker
- Geoffrey Blake (* 1962), Schauspieler
- Elise Burgin (* 1962), Tennisspielerin
- Robert Lee Curbeam (* 1962), Astronaut
- Winard Harper (* 1962), Jazzmusiker
- Mark Pellington (* 1962), Regisseur
- Lance Reddick (1962–2023), Schauspieler und Musiker
- Pam Shriver (* 1962), Tennisspielerin
- Tom Williams (1962–2023), Jazzmusiker
- Ben Wolfe (* 1962), Jazzmusiker
- Kevin Chamberlin (* 1963), Schauspieler
- Cyrus Chestnut (* 1963), Jazz- und Gospel- und klassischer Pianist
- Philip Ursprung (* 1963), Kunsthistoriker
- David Bennett (1964–2022), Patient, dem erstmals ein Schweineherz transplantiert wurde
- Adam Duritz (* 1964), Sänger
- Gabrielle Goodman (* 1964), Sängerin des Modern Jazz
- Kevin Levrone (* 1964), Profi-Bodybuilder, Musiker, Schauspieler und Blogger
- Muggsy Bogues (* 1965), Basketballspieler
- Philip Harper (* 1965), Jazzmusiker
- Reggie Lewis (1965–1993), Basketballspieler
- Matthew Weiner (* 1965), Drehbuchautor, Regisseur und Fernsehproduzent
- Sean Corbin (* 1966), Basketballschiedsrichter
- Steve Dannenmann (* 1966), Bilanzprüfer und Pokerspieler
- Danny Ferry (* 1966), Basketballspieler
- Stacy Galina (* 1966), Schauspielerin
- Ken Mehlman (* 1966), Rechtsanwalt und Politiker
- Jim Schwartz (* 1966), American-Football-Trainer
- Elizabeth Oehlkers Wright (* 1966), Übersetzerin
- Carolyn Lawrence (* 1967), Synchronsprecherin
- Terry Wayne Virts (* 1967), Astronaut
- Joe Finfera (* 1968), Schauspieler, Synchronsprecher, Kurzfilmproduzent, Bodybuilder und Model
- Antonio Hart (* 1968), Jazzmusiker
- Parker Posey (* 1968), Schauspielerin
- John B. Richardson IV (* 1968), Generalmajor der United States Army
- Sam Cassell (* 1969), Basketballspieler
- Betsy Hodges (* 1969), Politikerin
- Thomas Jane (* 1969), Schauspieler und Regisseur
- Julie Bowen (* 1970), Schauspielerin
- John Dierker (* 1970), Jazz- und Improvisationsmusiker
- DMX (1970–2021), Rapper
- Kurt Lockwood (* 1970), Schauspieler, Musiker und Pornodarsteller
- Nicole Ari Parker (* 1970), Schauspielerin
- Dante Washington (* 1970), Fußballspieler
- Joanna Zeiger (* 1970), Triathletin

#### 1971 bis 1980
- Josh Charles (* 1971), Schauspieler
- Brian Gene Nichols (* 1971), Gewaltverbrecher
- Jada Pinkett Smith (* 1971), Schauspielerin und Sängerin
- Jill Sudduth (* 1971), Synchronschwimmerin
- Greg Burgess (* 1972), Schwimmer
- Holter Graham (* 1972), Schauspieler
- Hasim Rahman (* 1972), Boxer
- Jason Winer (* 1972), Regisseur, Produzent, Autor, Schauspieler und Komiker
- Sarah Jones (* 1973), Theaterschauspielerin, Dichterin und Drehbuchautorin
- Rick Otto (* 1973), Schauspieler
- Aaron Becker (* 1974), Kinderbuchautor und -illustrator
- Thori Staples Bryan (* 1974), Fußballspielerin
- Heather Brown (* 1975), Schauspielerin und Sängerin
- Ta-Nehisi Coates (* 1975), Journalist und Schriftsteller
- Tracie Thoms (* 1975), Schauspielerin
- Anna Faris (* 1976), Schauspielerin
- Brendan Hines (* 1976), Schauspieler, Sänger und Songwriter
- Shawnta Rogers (* 1976), Basketballspieler
- Keion Carpenter (1977–2016), Footballspieler
- James Carter (* 1978), Leichtathlet
- Khia Edgerton (1978–2008), DJ
- Megan Henning (* 1978), Schauspielerin
- Bernard Williams (* 1978), Leichtathlet
- Stacy Keibler (* 1979), Schauspielerin und Wrestlerin
- James Ransone (* 1979), Schauspieler
- Matthew VanDyke (* 1979), Filmemacher und Aktivist
- Warren Wolf jun. (* 1979), Jazz-Vibraphonist und Komponist
- Joel Brown (* 1980), Leichtathlet
- Tommy Hannan (* 1980), Schwimmer
- Felicia Pearson (* 1980), Schauspielerin und Autorin
- Christi Shake (* 1980), Model und Schauspielerin
- Peter Brendler (* ≈1980), Jazzmusiker

#### 1981 bis 1990
- Beth Botsford (* 1981), Schwimmerin
- Lloyd Banks (* 1982), Rapper
- Kyle Harrison (* 1982), Lacrosse-Spieler
- Utkarsh Ambudkar (* 1983), Schauspieler
- Joey Dorsey (* 1983), Basketballer
- Antoine Jordan (* 1983), Basketballspieler
- Evan Taubenfeld (* 1983), Musiker
- Kenny Cooper (* 1984), Fußballspieler
- Dontaye Draper (* 1984), Basketballspieler
- Bresha Webb (* 1984), Schauspielerin
- Michael Phelps (* 1985), Schwimmer
- Shawn C. Phillips (* 1985), Schauspieler, Filmschaffender und Webvideoproduzent
- Penn Badgley (* 1986), Schauspieler
- Andy San Dimas (* 1986), Pornodarstellerin
- Chester Frazier (* 1986), Basketballspieler
- Rudy Gay (* 1986), Basketballspieler
- Daniel Herrington (* 1986), Rennfahrer
- Peyton List (* 1986), Schauspielerin
- Mario (* 1986), R&B-Sänger und Schauspieler
- Angel McCoughtry (* 1986), Basketballspielerin
- John Patrick Amedori (* 1987), Schauspieler und Rockmusiker
- Tiffany Boone (* 1987), Schauspielerin
- Candice Wiggins (* 1987), Basketballspielerin
- Abigail Mac (* 1988), Pornodarstellerin
- Kurt Hugo Schneider (* 1988), Musiker, Sänger, Songwriter und Filmemacher
- DaJuan Summers (* 1988), Basketballspieler
- Natalie Wynn (* 1988), YouTuberin
- Malcolm Delaney (* 1989), Basketballspieler
- Sophia Kennedy (* 1989), Sängerin und Musikerin
- Tavon Austin (* 1990), Footballspieler
- Casey Calvert (* 1990), Pornodarstellerin und -regisseurin
- Corey Wallace (* ≈1990), Jazzmusiker

#### 1991 bis 2000
- Suyash Mehta (* 1991), Basketballschiedsrichter
- McCaul Lombardi (* 1991), Filmschauspieler
- Richard Swann (* 1991), Wrestler
- Beatrice Capra (* 1992), Tennisspielerin
- Shaquil Barrett (* 1992), Footballspieler
- Brooke Greenberg (1993–2013), Frau mit dem physischen und psychischen Erscheinungsbild eines etwa ein Jahr alten Kindes
- Summer Britcher (* 1994), Rennrodlerin
- LaMonte Wade (* 1994), Baseballspieler
- Todd Gurley (* 1994), Footballspieler
- Kendall Fuller (* 1995), Footballspieler
- Brionna Jones (* 1995), Basketballspielerin
- Kamau Stokes (* 1995), Basketballspieler
- Emil Marshall (* 2000), deutscher Basketballspieler

### 21. Jahrhundert
- Deonte Banks (* 2001), Footballspieler
- Neeley Dayan (* 2001), Schauspielerin
- Richie Merritt (* 2001), Schauspieler
- Ryan Willie (* 2002), Sprinter
- Jarace Walker (* 2003), Basketballspieler
- Alex Freeman (* 2004), Fußballspieler

## Einwohner von Baltimore
- Philipp Wilhelm Otterbein (1726–1813), deutsch-amerikanischer reformierter Pfarrer, evangelischer Missionar und Kirchengründer
- Arunah S. Abell (1806–1888), Verleger, Gründer der Baltimore Sun
- Frederick Douglass (1817/18–1895), Sklave, Abolitionist und Schriftsteller
- Carl Heinrich Schnauffer (1823–1854), deutscher Dichter, Publizist und Revolutionär
- Eric W. Gritsch (1931–2012), Kirchengeschichtler und Lutherforscher
- Amos Badertscher (1936–2023), Fotograf
- Ellen Handler Spitz (* 1939), Kunsthistorikerin
- Nikolai Volkoff (1947–2018), Profi-Wrestler
- Thomas Dolby (* 1958), britischer Musiker und Sänger
- Aleksander Wojtkiewicz (1963–2006), polnisch-amerikanischer Schachmeister
- Sujata Massey (* 1964), Krimiautorin
- Cary J. Kolat (* 1973), Ringer
- Paweł Blehm (* 1980), polnischer Schachspieler und -lehrer
- Dawn Richard (* 1983), R&B-Sängerin und Songwriterin
- Alex Gaskarth (* 1987), Sänger und Songwriter der Band All Time Low